# Hallbankgate

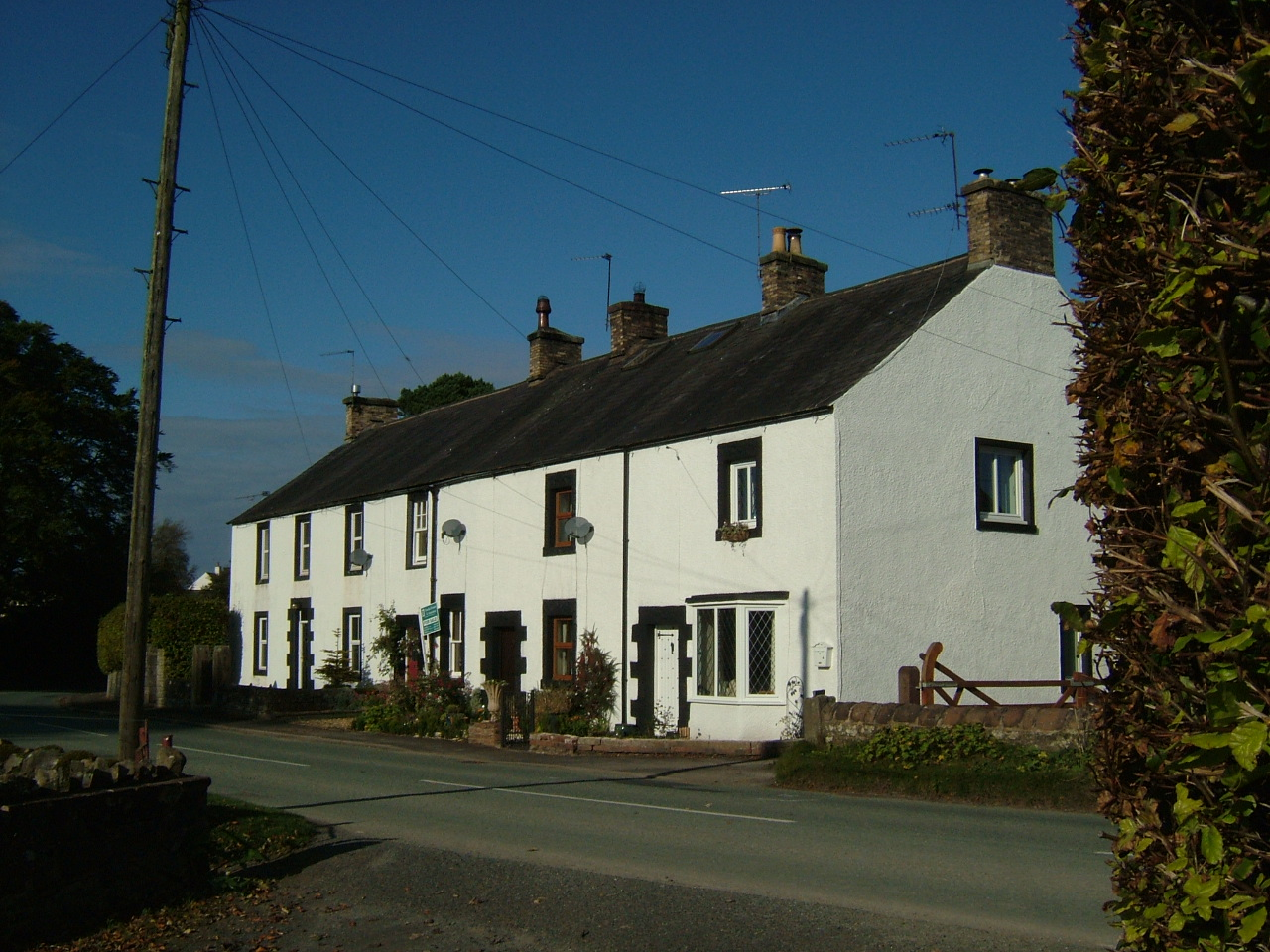
Hallbankgate

Hallbankgate ist ein Ort in Cumbria, England. Es ist die größte Ansiedlung in der Civil parish Farlam in der Unitary Authority Cumberland. Der Ort liegt an der A689 von Brampton nach Alston. Es war ein Minenort. In der Umgebung wurden Kohle, und Blei sowie Kalkstein abgebaut. Es gab früher ein Gaswerk und eine  Schmiede im Ort. Heute besitzt er einen Pub und eine Grundschule.

## Lord Carlisle’s Railway
Hallbankgate steht auf dem höchsten Punkt des Anstiegs der sogenannten „Lord Carlisle’s Railway“, der Brampton Railway, die den Bahnhof Brampton Junction mit den Minen und Steinbrüchen um Hallbankgate verband. Die Brampton Railway begann als hölzerner Wagonweg am Tindall Fell bei Tindale. Die Hauptstrecke wurde 1798 gebaut und 1799 in Betrieb genommen. 1808 wurde die Strecke umgebaut und mit Stahlschienen ausgestattet, dem ersten kommerziellen Einsatz dieser Schienen. Die Spurweite wurde auf Normalspurweite umgestellt. 1836 wurde eine Verbindung zur Newcastle and Carlisle Railway am Bahnhof Brampton Junction hergestellt. Bis 1852 wurde die Strecke über Halton Lea Gate nach Lambley und Lambley Junction verlängert. Der Anstieg von Kirkhouse nach Hallbankgate war in einem Abschnitt so steil, dass er mit einem schwerkraftgezogenen Zugseilsystem überwunden werden musste. Die Strecke wurde von 1836 bis 1840 von Rocket-Lokomotiven befahren. Es gab einen Lokschuppen in Hallbankgate. Es gab Personenverkehr, aber die Strecke wurde hauptsächlich für den Transport von Kohle und Stein benutzt. Die Linie wurde 1953 geschlossen.